# Tour de Pitäjänmäki

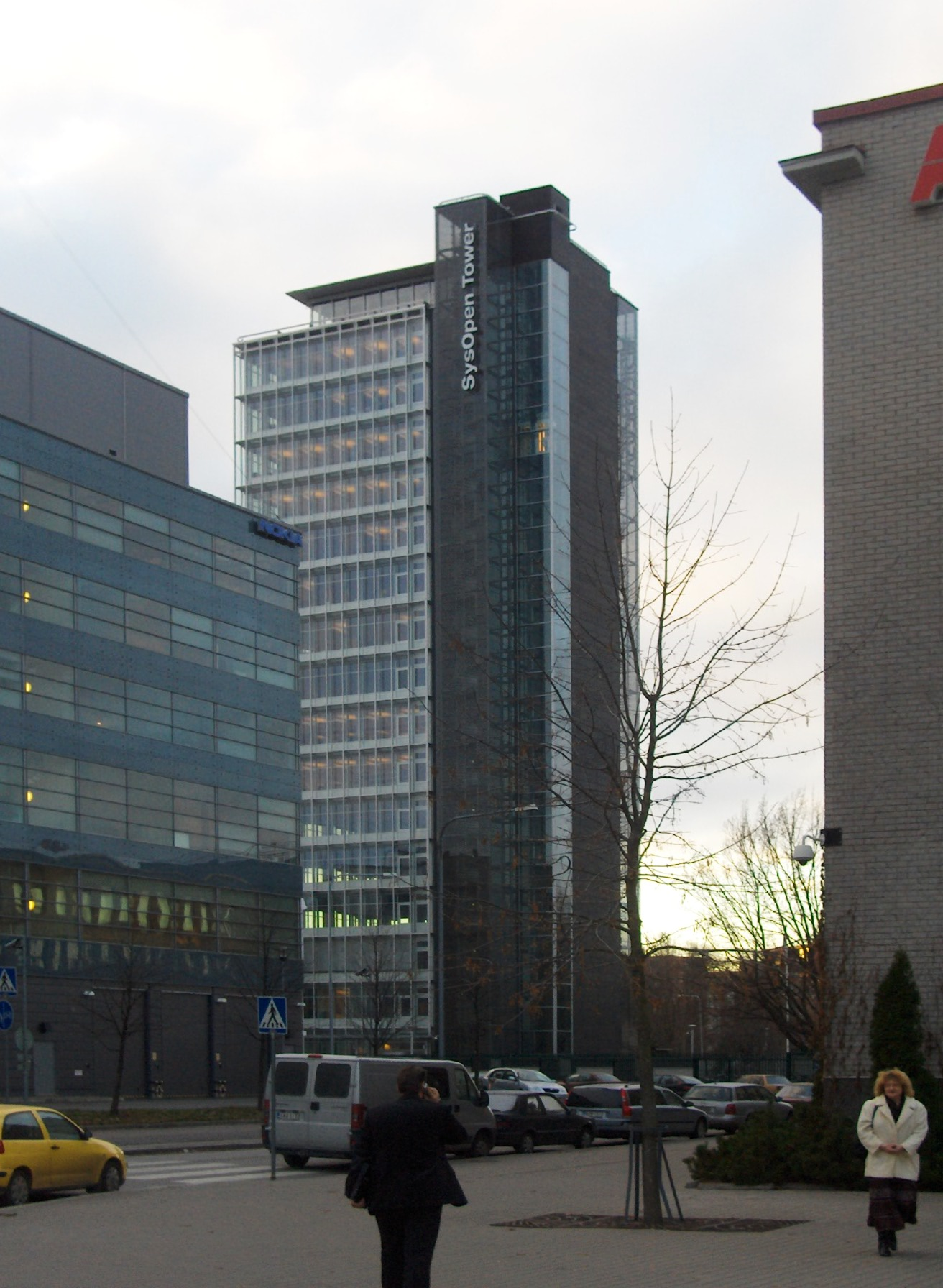
Tour de Pitäjänmäki en novembre 2005, elle s'appelle alors SysOpen Tower.

La Tour de Pitäjänmäki (en anglais : Pitäjänmäki Tower) ou Digia Tower est une tour située dans le quartier de Pitäjänmäki, à Helsinki.

## Description
Conçue par l'architecte Mauri Tommila, elle est construite en 2001. Elle a une hauteur de 70 mètres pour 18 étages et une surface de 33 450 m3. Jusqu'en 2008 la tour est appelée SysOpen Tower, puis jusqu'en 2010 Digia Tower car jusqu'à cette date elle abrite le siège de Digia Oyj.